# Антология (альбом)
«Антология» — трёхдисковая (2 в формате CD и один в DVD) антология русской фолк-группы «Рада и Терновник», изданная в 2008 году фирмой Союз.

## Об альбоме
Первый CD представляет собой сборник лучших песен по мнению группы, второй — компиляцию разных неизданных концертных выступлений, DVD — концерт-презентацию альбома Саламандра, записанный 7 сентября 2002 года. На первый CD добавлены два неизданных варианта песен «Ясень» и «На перекрестье трёх дорог». Там же присутствует версия песни «Сероглазка», написанная для фестиваля «Аплоуд».

## Список композиций
Все песни написаны Радой Анчевской.
| №                   | Название                                | Оригинальный альбом                            | Длительность |
| ------------------- | --------------------------------------- | ---------------------------------------------- | ------------ |
| 1.                  | «На перекрестье трёх дорог»             | неизданная версия песни, 2005                  | 3:00         |
| 2.                  | «Чуяла птица»                           | «Заговоры», 2005                               | 4:58         |
| 3.                  | «Княгиня»                               | «Заговоры», 2005                               | 5:17         |
| 4.                  | «А придёт пора»                         | «Женитьба», 2005                               | 3:09         |
| 5.                  | «Где-то сказки были»                    | «Бессонница», 2004                             | 1:58         |
| 6.                  | «Над водою»                             | «Подлинная история трёх миров 1991-2001», 2001 | 2:31         |
| 7.                  | «Я знаю тебя наизусть»                  | «Всё любимое просто», 2003                     | 3:58         |
| 8.                  | «Здесь простые тихие песни»             | «Русский эпос»,1999                            | 4:04         |
| 9.                  | «Ты умрёшь в этом городе, которого нет» | «Холодные времена», 2000                       | 3:08         |
| 10.                 | «Обманы»                                | «Саламандра»                                   | 2:23         |
| 11.                 | «Белое танго душевнобольных»            | «Графика», 1992                                | 2:59         |
| 12.                 | «Выворотка»                             | «Любовь моя печаль», 1999                      | 4:13         |
| 13.                 | «Холодно»                               | «Заговоры», 2005                               | 5:32         |
| 14.                 | «Летний холодный дождь»                 | «Холодные времена», 2000                       | 7:01         |
| 15.                 | «Сероглазка»                            | неизданная версия песни, 2007                  | 2:37         |
| 16.                 | «Ясень»                                 | неизданная версия песни, 2005                  | 4:13         |
| 17.                 | «Потемнело»                             | «Книга о жестокости женщин», 2001              | 3:58         |
| 18.                 | «Ангел мой светлый»                     | «Где-то сказки были», 1998                     | 1:56         |
| Общая длительность: | Общая длительность:                     | Общая длительность:                            | 1:06:55      |

| №                   | Название                                  | Время и место концерта          | Длительность |
| ------------------- | ----------------------------------------- | ------------------------------- | ------------ |
| 1.                  | «Блюз»                                    | клуб «Манхэттен», 1996          | 3:45         |
| 2.                  | «Закрой глаза»                            | клуб «Эрмитаж», 1995            | 4:06         |
| 3.                  | «Ключи подземные»                         | г. Томск, клуб «Кукушка», 2005  | 2:18         |
| 4.                  | «Сидели наши души» (радио «Ракурс», 1997) |                                 | 3:24         |
| 5.                  | «Глядя в воду»                            | радио «Ракурс», 1997            | 3:00         |
| 6.                  | «Печальные ангелы»                        | клуб «Бедные люди», 1996        | 3:32         |
| 7.                  | «Опоздали наши лекари»                    | г. Апатиты, 2007                | 1:39         |
| 8.                  | «Небесный город»                          | к-тр «Улан-Батор», 2000         | 2:54         |
| 9.                  | «Подсказка»                               | ЦДХ, 2001                       | 4:22         |
| 10.                 | «За океаном»                              | ЦДХ, 2001                       | 3:08         |
| 11.                 | «Полнолуние»                              | театр песни «Перекрёсток», 2001 | 3:09         |
| 12.                 | «Похороны»                                | радио «Ракурс», 1997            | 3:54         |
| 13.                 | «Солнце Ясно»                             | г. Томск, клуб «Кукушка», 2005  | 5:13         |
| 14.                 | «Привратник радости моей»                 | театр песни «Перекрёсток», 2001 | 4:10         |
| 15.                 | «Пусто в Раю»                             | ЦДХ, 2001                       | 7:06         |
| 16.                 | «Улетая в небо»                           | клуб «Билингва», 2007           | 4:45         |
| 17.                 | «Ночь»                                    | радио «Ракурс», 1994            | 5:33         |
| 18.                 | «Этническая»                              | клуб «Билингва», 2007           | 11:12        |
| Общая длительность: | Общая длительность:                       | Общая длительность:             | 1:17:10      |

| №   | Название                    | Длительность |
| --- | --------------------------- | ------------ |
| 1.  | «В мышиной шкурке»          |              |
| 2.  | «На перекрестье трёх дорог» |              |
| 3.  | «Закружилась земля»         |              |
| 4.  | «Кукушка»                   |              |
| 5.  | «Помнишь, девушки плясали»  |              |
| 6.  | «Покойница»                 |              |
| 7.  | «Любовь моя печаль»         |              |
| 8.  | «А придёт пора»             |              |
| 9.  | «А не что-то - всё исчезло» |              |
| 10. | «Я пойду по тропе»          |              |
| 11. | «Небесный город»            |              |
| 12. | «Солнце за Луной»           |              |
| 13. | «Снежной королевы сказки»   |              |
| 14. | «Сон»                       |              |
| 15. | «Когда будет тепло»         |              |
| 16. | «Смоква»                    |              |
| 17. | «Ты будешь танцевать»       |              |

## Участники записи
| CD1 - Рада Анчевская — вокал, акустическая гитара (18) - Владимир Анчевский — гитары, клавишные (1, 2), сведение (1-5, 7, 9-10, 13-18) - Игорь Черных — бас-гитара (1-5, 9, 13-14, 16) - Василий Стабурсв — бас-гитара (6, 8) - Сергей Ребров — бас-гитара (11) - Катя Орлова — бас-гитара (7), контрабас (2) - Андрей Панкратов — барабаны (1, 3, 6, 9, 13-14, 16-17) - Дмитрии Глазов — барабаны (2, 8) - Алексей Куров — барабаны (11) - Кирилл Россолимо — перкуссия, ударные (4-5, З) - Борис Марков — перкуссия, ударные (15) - Джон Кукарямба — перкуссия (9, 14, 17), губная гармоника (14), диджериду (17) - Кирилл Паренчукки — табла (7), казу (2), ударные (2) - Сергей Старостин — владимирский рожок - Дмитрий Глоба — горловое пение (2), диджериду (3, 13), ганлин (13) - Сергей Летов — саксофон (3), флейта (15) - Геннадий Лаврентьев — скрипка (6, 9, 14) - Александр Марченко — бас-гитара (15), акустическая гитара (10, 15), перкуссия (15) - Елизавета Бугрименко (Наливайко) — виолончель (10) - Анастасия Паписова — кельтская арфа (15) - Фольклорный ансамбль «Ясный день» — вокал (4) | CD2. Live - Рада Анчевская — вокал, акустическая гитара (7) - Владимир Анчевский — гитары - Игорь Черных — бас-гитара (1, 3-5, 7, 12-13, 16, 18) - Владимир «Боб» Гочуа — бас-гитара (2) - Василий Стабуров — бас-гитара (17) - Михаил Плотников — ударные (2, 17), перкуссия (6) - Сергей Спирин — ударные (1) - Дмитрий Глазов — ударные (3-5, 12-13) - Глеб Гусейнов — перкуссия (2, 6, 17) - Дима Хохлов — перкуссия (9-10, 15) - Геннадий Лаврентьев — скрипка (8, 11, 14) - Катя Орлова — контрабас (9-10, 15) - Сергей Летов — саксофон (9-10, 15-16, 18) - Сергей Александров — ситар (9-10, 15) - Петр Бугрименко — фагот (9-10, 15) - Кирилл Паренчукки — табла (8, 9-11, 14-15) - Джон Кукарямба — варган (8) | DVD. Презентация CD «Саламандра» - Рада Анчевская — вокал - Владимир Анчевский — гитара - Петя Бугрименко — фагот - Лиза Бугрименко (Наливайко) — виолончель - Кирилл Россолимо — табла, джембе, перкуссия - Александр Виажский — кахон, барабаны - Катя Орлова — бас-гитара, эрху |